# Hled'sebe
Hled'sebe är ett berg i Tjeckien, på gränsen till Polen.   Det ligger i regionen Pardubice, i den östra delen av landet, 170 km öster om huvudstaden Prag. Toppen på Hled'sebe är 1 190 meter över havet, eller 221 meter över den omgivande terrängen. Bredden vid basen är 3,4 km.
Terrängen runt Hled'sebe är huvudsakligen kuperad. Runt Hled'sebe är det glesbefolkat, med 8 invånare per kvadratkilometer. Närmaste större samhälle är Štěpánov, 8,4 km öster om Hled'sebe. I omgivningarna runt Hled'sebe växer i huvudsak barrskog.